# Каза Борзи (Маса-Карара)
Каза Борзи је насеље у Италији у округу Маса-Карара, региону Тоскана.
Према процени из 2011. у насељу је живело 111 становника. Насеље се налази на надморској висини од 66 м.